# Timurtaix Coban
Timurtaix Coban (mort 1328; també apareix com Temürtas o Timür-Tash) fou un príncep cobànida, segon fill de l'amir Coban.
Sota Oldjeitu fou wazir. El 1319 fou nomenat virrei de Rum o Konya governant l'Àsia Menor. El 1322 es va revoltar i va intentar una aliança amb els mamelucs; va emetre moneda pròpia i va llegir la khutba en el seu propi nom agafant el títol de Mahdi. El seu pare, llavors malalt de gota, va demanar permís al kan per anar a lluitar contra el seu fill, el va sotmetre i el va portar presoner a la cort, on fou perdonat i se li va retornar el càrrec.
En conèixer l'execució del seu germà Dimaskh Khwadja el 24 d'agost de 1327, va fugir a Egipte on fou ben rebut pel sultà mameluc Al-Nasr Muhammad, però després, sota pressió dels il-kans, el va fer executar (21 d'agost de 1328).
Timurtash va deixar quatre fills: Hasan Kücük, Màlik Àixraf, Màlik Aixtar, i Misr Màlik. Els dos primers van dirigir un estat cobànida a l'Azerbaidjan.